# Sufflamen fraenatum
Sufflamen fraenatum és un peix teleosti de la família dels balístids i de l'ordre dels tetraodontiformes.

## Morfologia
Pot arribar als 38 cm de llargària total.

## Distribució geogràfica
Es troba a les costes de l'Índic i del Pacífic (des de l'Àfrica oriental fins a Hawaii, les Illes Marqueses, Tuamotu i el sud del Japó.